# آلة محدودة الحالات
آلة محدودة الحالات(بالإنجليزية: Finite-State Machine)‏ اختصاراً FSM، أو ببساطة آلة الحالات هي نموذج حوسبة رياضي يستخدم لتصميم دارات المنطق المتتابع والبرامج الحاسوبية. وينظر على أنها آلة مجردة يمكن أن تكون في واحدة من عدد محدود من الحالات.
تكون الآلة في حالة واحدة فقط في وقت واحد؛ ويطلق على هذه الحالة في هذه اللحظة: الحالة الراهنة.
ويمكن أن تتغير من حالة إلى أخرى عند تفعيل حدث ما أو شرط؛ وهذا ما يسمى مرحلة انتقالية. وتعرف آلة حالات منتهية محددة بقائمة من حالاتها، حالتها الأولية، وشرط الانتقال من كل حالة إلى أخرى.
آلة الحالات المنتهية يمكن أن تحل عدد كبير من المشاكل، ومنها ماهو متمم لتصميم الإلكتروني وتصميم بروتوكول الاتصال والتحليل والتطبيقات الهندسية الأخرى. وبحوث البيولوجيا وبحوث الذكاء الاصطناعي، وتستخدم أحياناً لوصف النظم العصبية، واللغويات ويمكن استخدامها لوصف لسانيات اللغات الطبيعية.

## أمثلة

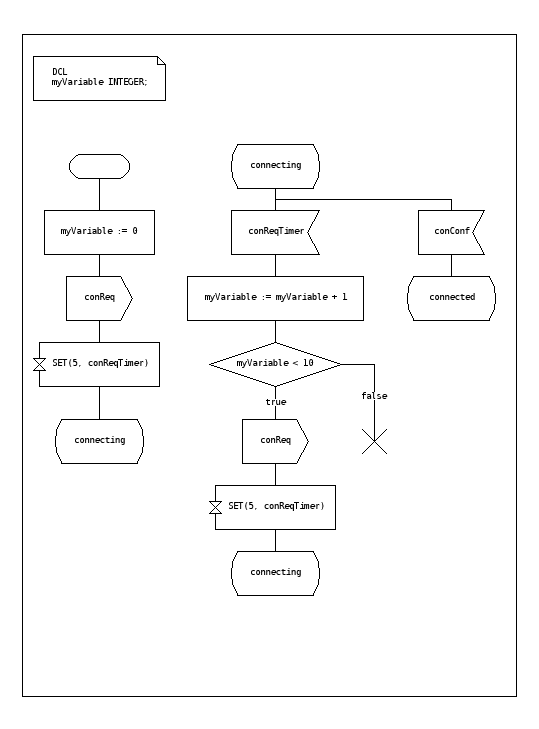

## وصلات خارجية
- Free On-Line Dictionary of Computing[وصلة مكسورة] description of Finite State Machines
- NIST Dictionary of Algorithms and Data Structures description of Finite State Machines
- الانتاج (علوم الحاسب)